# Hesperaptyxis
Hesperaptyxis is een geslacht van weekdieren uit de klasse van de Gastropoda (slakken).

## Soorten
- Hesperaptyxis ambustus (A. Gould, 1853)
- Hesperaptyxis cinereus (Reeve, 1847)
- Hesperaptyxis felipensis (H. N. Lowe, 1935)
- Hesperaptyxis fredbakeri (H. N. Lowe, 1935)
- Hesperaptyxis luteopictus (Dall, 1877)
- Hesperaptyxis meridionalis P. Callomon & M. A. Snyder, 2017  †
- Hesperaptyxis negusi M. A. Snyder & Vermeij, 2016